# Josep Costa i Rosselló
Josep Costa i Rosselló (Santa Gertrudis de Fruitera, Santa Eulària des Riu, Ibiza) é um jurista e político espanhol, professor de teoria política na Universidade Pompeu Fabra. Desde 17 de janeiro de 2018, é vice-presidente primeiro da Mesa do Parlamento da Catalunha.

## Biografia
É graduado em Direito e possui pós-graduação em Ciências políticas pela Universidade Pompeu Fabra. É autor de artigos acadêmicos e de divulgação jornalística, bem como do livro O secessió o secessió. La paradoxa espanyola davant l'independentisme  (2017). Foi professor visitante no Centre for Comparative Studies in Race and Ethnicity da Universidade Stanford, e no Forum for Philosophy and Public Policy da Queen's University e, brevemente, na Universidade de Edimburgo.
Nos anos 1990, participou da fundação do Bloco de Estudantes Independentistas da Faculdade de Direito da Universidade Pompeu Fabra. Vinculado depois a projetos sociais e políticos como a Plataforma Antiautopista, Eivissa pel Canvi ou Gent per Eivissa.
Ocupou o décimo sétimo lugar na candidatura de Juntos pela Catalunha por Barcelona e é, atualmente, deputado na XII legislatura. Desde 17 de janeiro de 2018, é vice-presidente primeiro da Mesa do Parlamento da Catalunha.